# Skojec
Skojec, także szkojec (niem. Scot/Skot, Schot, Schoter) – średniowieczna niemiecka jednostka obrachunkowa i jednostka masy.
Stosowana również na ziemiach polskich, w XIV-XVI w. równa była 1/24 grzywny chełmińskiej (8,23 g) i rozliczana następująco:
- 1 skojec = 30 fenigów
- 1 wiardunek = 6 skojców[2].

W polskim obrocie pieniężnym skojec w XIV stuleciu odpowiadał wartości 2 groszy praskich. 
W czasach stosowania gatunkowych systemów monetarnych skojec nigdy nie miał postaci monety, bito jednak na Śląsku ćwierćskojce (kwartniki), a w państwie krzyżackim krótkotrwale (1380–1382) – półskojce odpowiadające groszom. 
W historii najnowszej skojec krótkotrwale (1918–1922) stanowił zdawkową monetę Litwy, równą 1/100 złotego litewskiego, bądź też niemieckiemu fenigowi.